# Râul Balta Râioasă
Râul Balta Râioasă este un curs de apă, unul din cele două brațe care formează Râul Balta Lungă.